# Плямиста тундра

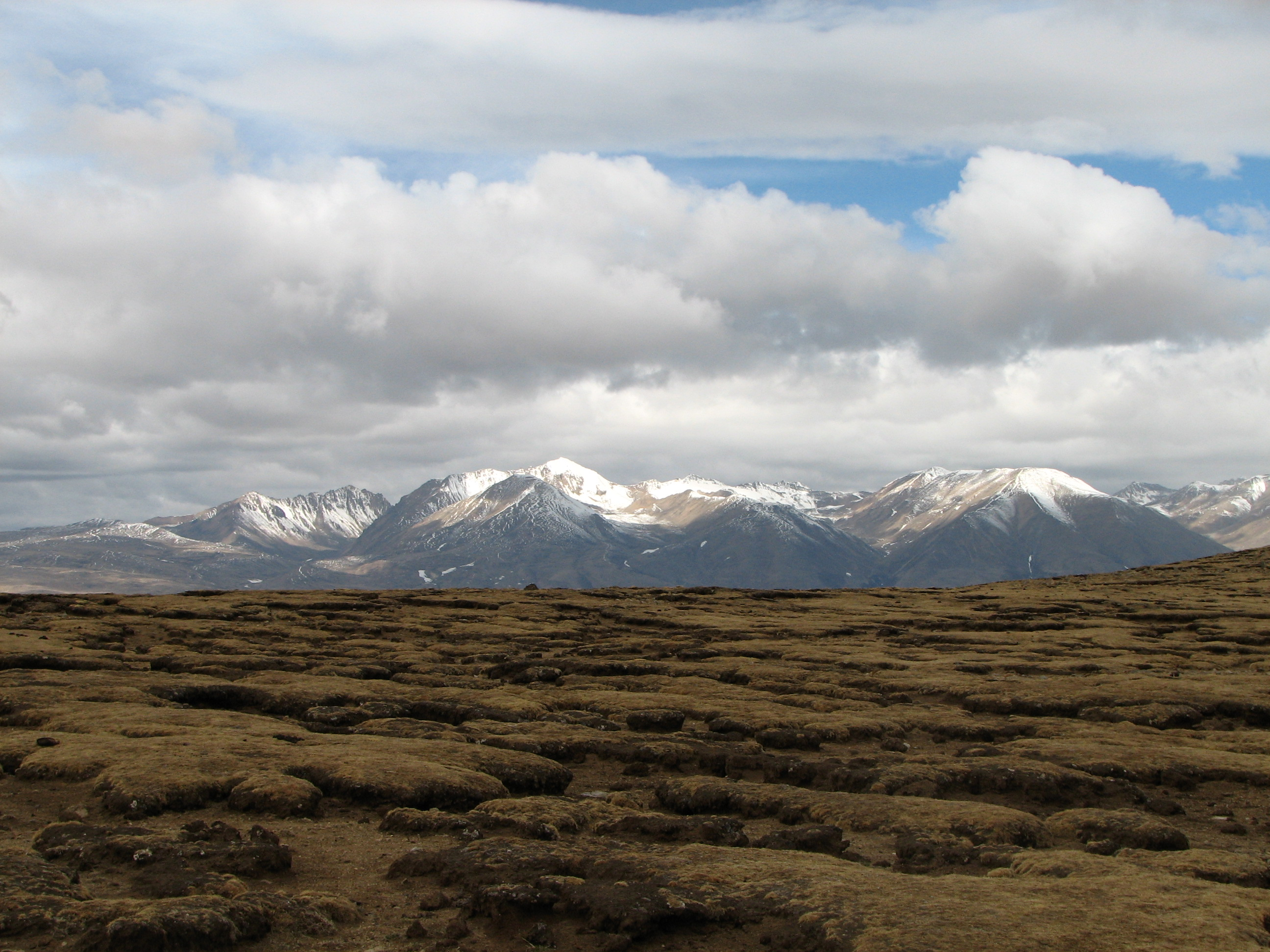
Медальйонна тундра

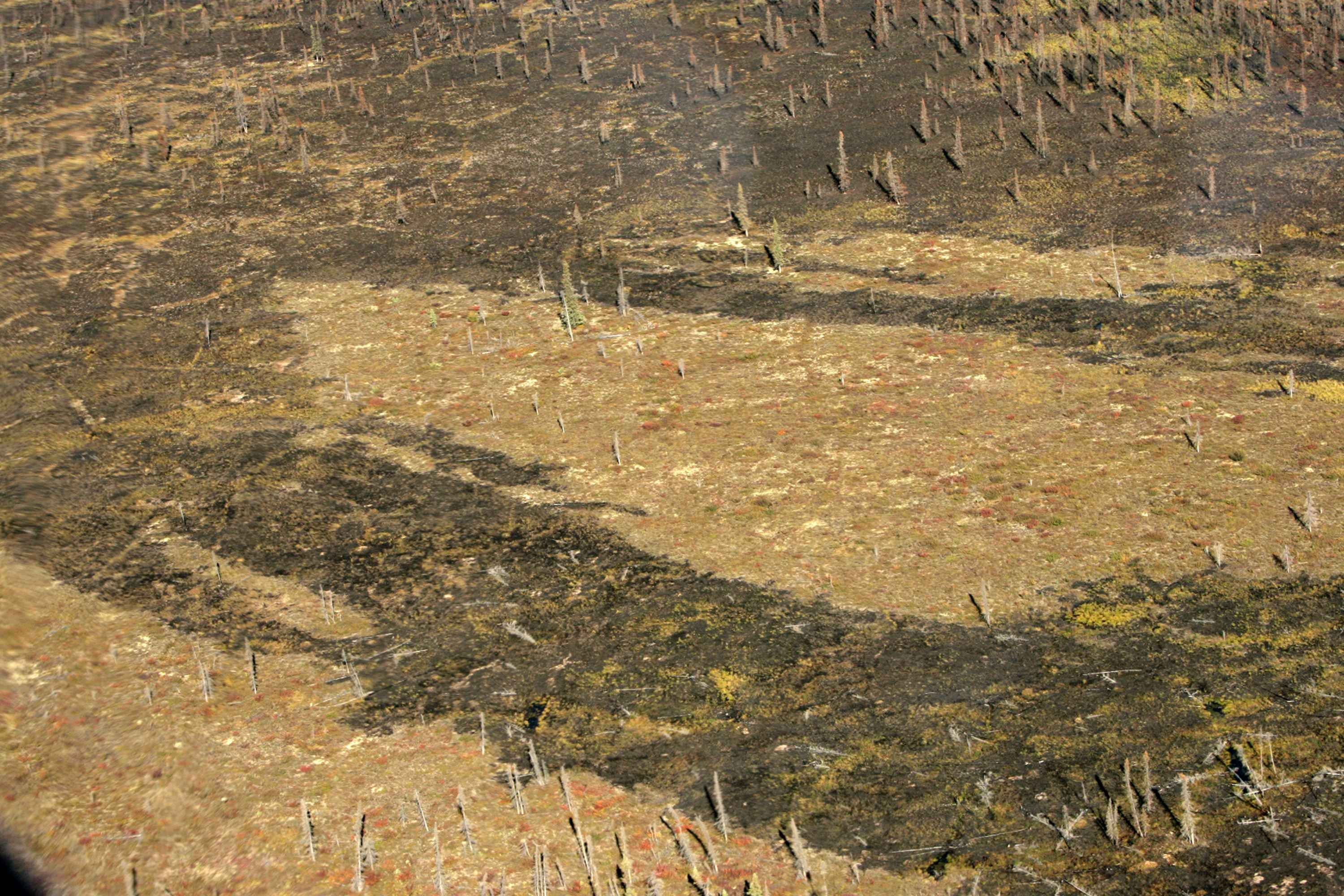
.

Плямиста (медальйонна) тундра — тундра, що характеризується розвитком форм мікрорельєфу мерзлотного походження у вигляді порівняно невеликих багатокутників або частіше округлих (діаметром 1-2, іноді 3-4 м) ділянок, позбавлених рослинності, вкраплених в покриту рослинністю тундру.
Центральні частини голих плям, медальйонів, полігонів, рідше смуг, зазвичай опуклі або плоскі.
Залежно від густоти розташування плям і їх форми розрізняють також: медальйонну, комірчасту, горбисту, полігональну тундру.